# Rolf Aldag
Rolf Aldag (Beckum, 25 augustus 1968) is een voormalig Duits wielrenner, die actief was van 1991 tot 2005. Sinds 2022 werkt hij als ploegleider bij BORA-hansgrohe.

## Carrière
In 1991 begon hij zijn profcarrière bij Helvetia-La Suisse. In 1993 kwam hij bij Telekom terecht en reed daar alle grote wedstrijden naast grote namen als Erik Zabel en Jan Ullrich. Alleen al aan de Tour de France nam Rolf Aldag tienmaal deel. Bij de Tour van 2005 maakte hij echter geen deel uit van de selectie van T-Mobile.
Op 24 mei 2007 maakte Aldag bekend enige tijd doping (epo) te hebben gebruikt. Ook zijn voormalige ploeggenoten Erik Zabel, Udo Bölts en Christian Henn gaven toe doping te hebben gebruikt.

## Overwinningen
1989
5e etappe Route du Sud
1990
1e (deel B) etappe Ronde van de Vaucluse
5e etappe Route du Sud
1991
3e en 8e etappe Tour DuPont
4e (deel B) etappe Ronde van Groot-Brittannië
1992
4e etappe Tour DuPont
1993
4e (deel A) etappe Ronde van Romandië
1994
2e etappe Hofbrau Cup
Eindklassement Hofbrau Cup
1995
3e etappe Ronde van de Limousin
1996
3e etappe Ronde van de Limousin
1997
7e etappe Ronde van Zwitserland
3e etappe GP Tell
1998
Continentale Classic
1999
Eindklassement Ronde van Beieren
2e etappe Ronde van Duitsland
2000
1e etappe Ronde van Zwitserland (ploegentijdrit)
 Duits kampioen op de weg, elite
2001
7e etappe Ronde van Duitsland
2002
1e etappe Ronde van Beieren
2003
Ronde van Bochum
2004
Bergklassement Ruta del Sol
Bergklassement Tirreno-Adriatico
3e etappe Ronde van Rijnland-Palts

## Resultaten in voornaamste wedstrijden
| Jaar | Ronde van Italië | Ronde van Frankrijk | Ronde van Spanje |
| ---- | ---------------- | ------------------- | ---------------- |
| 1991 |                  |                     |                  |
| 1992 |                  | opgave              |                  |
| 1993 | 70e              | 56e                 |                  |
| 1994 |                  | 38e                 |                  |
| 1995 |                  | 58e                 | opgave           |
| 1996 |                  | 83e                 |                  |
| 1997 |                  | 51e                 |                  |
| 1998 |                  | 43e                 |                  |
| 1999 |                  |                     | 38e              |
| 2000 |                  |                     | 52e              |
| 2001 |                  |                     | 59e              |
| 2002 |                  | 72e                 | 82e              |
| 2003 |                  | 94e                 |                  |
| 2004 |                  | 69e                 |                  |
| 2005 |                  |                     | 43e              |

| Jaar | Milaan-San Remo | Gent-Wevelgem | Ronde van Vlaanderen | Parijs-Roubaix | Amstel Gold Race | Luik-Bast.‑Luik | Ronde van Lombardije | Waalse Pijl |  | WK op de weg |  | Wereldranglijsten |
| ---- | --------------- | ------------- | -------------------- | -------------- | ---------------- | --------------- | -------------------- | ----------- |  | ------------ |  | ----------------- |
| 1991 |                 |               | 47e                  |                |                  |                 |                      |             |  |              |  |                   |
| 1992 | 132e            | 44e           | 58e                  | 53e            | 65e              |                 | 21e                  |             |  |              |  |                   |
| 1993 |                 |               |                      | 12e            | 61e              |                 |                      |             |  |              |  |                   |
| 1994 | 93e             |               | 76e                  |                | 30e              | 22e             | 21e                  | 16e         |  | 45e          |  |                   |
| 1995 | 97e             |               | 20e                  | 9e             | 42e              | 24e             |                      |             |  |              |  |                   |
| 1996 |                 | 46e           | 30e                  | 17e            | 62e              |                 |                      |             |  |              |  |                   |
| 1997 | 89e             |               | 18e                  | 9e             | 9e               | 59e             |                      |             |  |              |  |                   |
| 1998 |                 |               |                      | 37e            |                  | 71e             |                      |             |  |              |  |                   |
| 1999 | 89e             | 94e           | 67e                  | 62e            | 47e              |                 | 37e                  |             |  |              |  |                   |
| 2000 | 86e             |               | 49e                  | 32e            | 80e              |                 |                      |             |  | 36e          |  |                   |
| 2001 |                 |               |                      | 16e            |                  |                 |                      |             |  |              |  | 37e (UWB)         |
| 2002 |                 |               | 66e                  | 25e            | 95e              |                 | 64e                  |             |  | 68e          |  | 49e (UWB)         |
| 2003 | 77e             |               | 29e                  | 8e             | 78e              |                 |                      | 95e         |  | 58e          |  |                   |
| 2004 | 34e             |               | 7e                   | 26e            | 43e              |                 |                      |             |  | 66e          |  |                   |
| 2005 | 63e             |               | 27e                  | 50e            | 75e              |                 | 84e                  |             |  | 64e          |  |                   |

Wielerploegen van Rolf Aldag
Aldag ·
Ampler ·
Audehm ·
Bölts ·
De Wilde ·
Gröne ·
Hanegraaf ·
Henn ·
Heppner ·
Holm ·
Krieger · 
Kummer ·
Ludwig ·
Merckx ·
Raab ·
van Orsouw ·
Wesemann ·
Zabel ·
Teutenberg (stagiair) ·
Werner (stagiair)
Aldag ·
Audehm ·
Bölts ·
Dietz ·
Gröne ·
Hanegraaf ·
Henn ·
Heppner ·
Holm ·
Krieger · 
Kummer ·
Ludwig ·
Merckx ·
Raab ·
van Orsouw ·
Werner ·
Wesemann ·
Zabel ·
Lehmann (stagiair) ·
Rich (stagiair) ·
Ullrich (stagiair)
Aldag ·
Audehm ·
Bölts ·
Dietz ·
Gröne ·
Henn ·
Heppner ·
Holm ·
Hundertmarck ·
Kummer ·
Lafis · 
Ludwig ·
Pooelnikov ·
Raab ·
Trumheller ·
Ullrich ·
Werner ·
Wesemann ·
Zabel
Aldag ·
Andersson (tot 31/10) ·
Audehm ·
Bölts ·
Dietz ·
Henn ·
Heppner ·
Holm ·
Hundertmarck ·
Kummer ·
Lafis · 
Ludwig ·
Meinert-Nielsen ·
Riis ·
Ullrich ·
Werner ·
Wesemann ·
Zabel ·
Kyneb (stagiair)
Aldag ·
Bölts ·
Corvers ·
Dietz ·
Henn ·
Heppner ·
Holm ·
Hundertmarck ·
Kummer ·
Lafis · 
Lombardi ·
Ludwig (tot 15/02) ·
Riis ·
Schaffrath ·
Totschnig ·
Ullrich ·
Wesemann ·
Zabel
Aldag ·
Baldinger ·
Blaudzun ·
Bölts ·
Dietz ·
Frattini ·
Henn ·
Heppner ·
Hundertmarck ·
Klöden ·
Lombardi ·
Müller ·
Riis ·
Schaffrath ·
Totschnig ·
Ullrich ·
Wesemann ·
Zabel
Aldag ·
Baldinger ·
Bölts ·
Elli ·
Frattini ·
Grabsch ·
Guerini ·
Henn ·
Heppner ·
Hondo ·
Hundertmarck ·
Jaksche ·
Klöden ·
Lombardi ·
Riis ·
Schaffrath ·
Totschnig ·
Ullrich   ·
Wesemann ·
Zabel
Aldag ·
Bölts ·
Elli ·
Fagnini ·
Grabsch ·
Guerini ·
Heppner ·
Hondo ·
Hundertmarck ·
Jaksche ·
Kessler ·
Klöden ·
Lombardi ·
Mizoerov ·
Schaffrath ·
Schreck ·
Totschnig ·
Trampusch ·
Ullrich    ·
Vinokoerov ·
Wesemann ·
Zabel
Aldag ·
Bartko ·
Bölts ·
Elli ·
Fagnini ·
Grabsch ·
Guerini ·
Heppner ·
Hiekmann ·
Hondo ·
Hundertmarck ·
Kessler ·
Klier ·
Klöden ·
Livingston ·
Lombardi ·
Mizoerov ·
Schaffrath ·
Schreck ·
Sgambelluri ·
Trampusch ·
Ullrich    ·
Vinokoerov ·
Wesemann ·
Zabel
Aldag ·
Bartko ·
Bölts ·
Fagnini ·
Grabsch ·
Guerini ·
Heppner ·
Hiekmann ·
Hondo ·
Hundertmarck ·
Jakovlev ·
Julich ·
Kessler ·
Klier ·
Klöden ·
Kopp ·
Livingston ·
Reichl ·
Schaffrath ·
Schreck ·
Schumacher ·
Ullrich    ·
Vinokoerov ·
Wesemann ·
Zabel
Aerts ·
Aldag ·
Botero   ·
Evans ·
Fagnini ·
Guerini ·
Hiekmann ·
Hondo ·
Hundertmarck ·
Jakovlev ·
Julich ·
Kessler ·
Klier ·
Klöden ·
Kopp ·
Nardello ·
Reichl ·
Savoldelli ·
Schaffrath ·
Schreck ·
Schumacher ·
Vinokoerov ·
Werner ·
Wesemann ·
Zabel
Aerts ·
Aldag ·
Baumann ·
Botero ·
Evans ·
Guerini ·
Hiekmann ·
Ivanov ·
Jakovlev ·
Kessler ·
Klier ·
Klöden ·
Konečný ·
Korff ·
Nardello ·
Savoldelli ·
Schaffrath ·
Schmitz ·
Schreck ·
Steinhauser ·
Ullrich  ·
Vinokoerov ·
Werner ·
Wesemann ·
Zabel ·
Burghardt (stagiair) ·
Haussler (stagiair) 
Aldag ·
Baumann ·
Burghardt ·
Giling ·
Guerini ·
Hiekmann ·
Ivanov ·
Jakovlev ·
Kessler ·
Klier ·
Klöden ·
Kohl ·
Konečný ·
Korff ·
Lara ·
Nardello ·
Pollack ·
Schaffrath ·
Schmitz ·
Schreck ·
Sevilla ·
Steinhauser ·
Ullrich ·
Vinokoerov ·
Werner ·
Wesemann ·
Zabel ·
Bengsch (stagiair) ·
Martens (stagiair) ·
Westphal (stagiair)
- Gemeinsame Normdatei: 189445122
- International Standard Name Identifier: 0000 0001 3884 3538
- Library of Congress Control Number: no2011151344
- Système universitaire de documentation: 167564153
- Virtual International Authority File: 176116038
- WorldCat: E39PBJrcm96Kqg6KqKR4T7ttKd